# Fêtes et jours fériés en Irlande

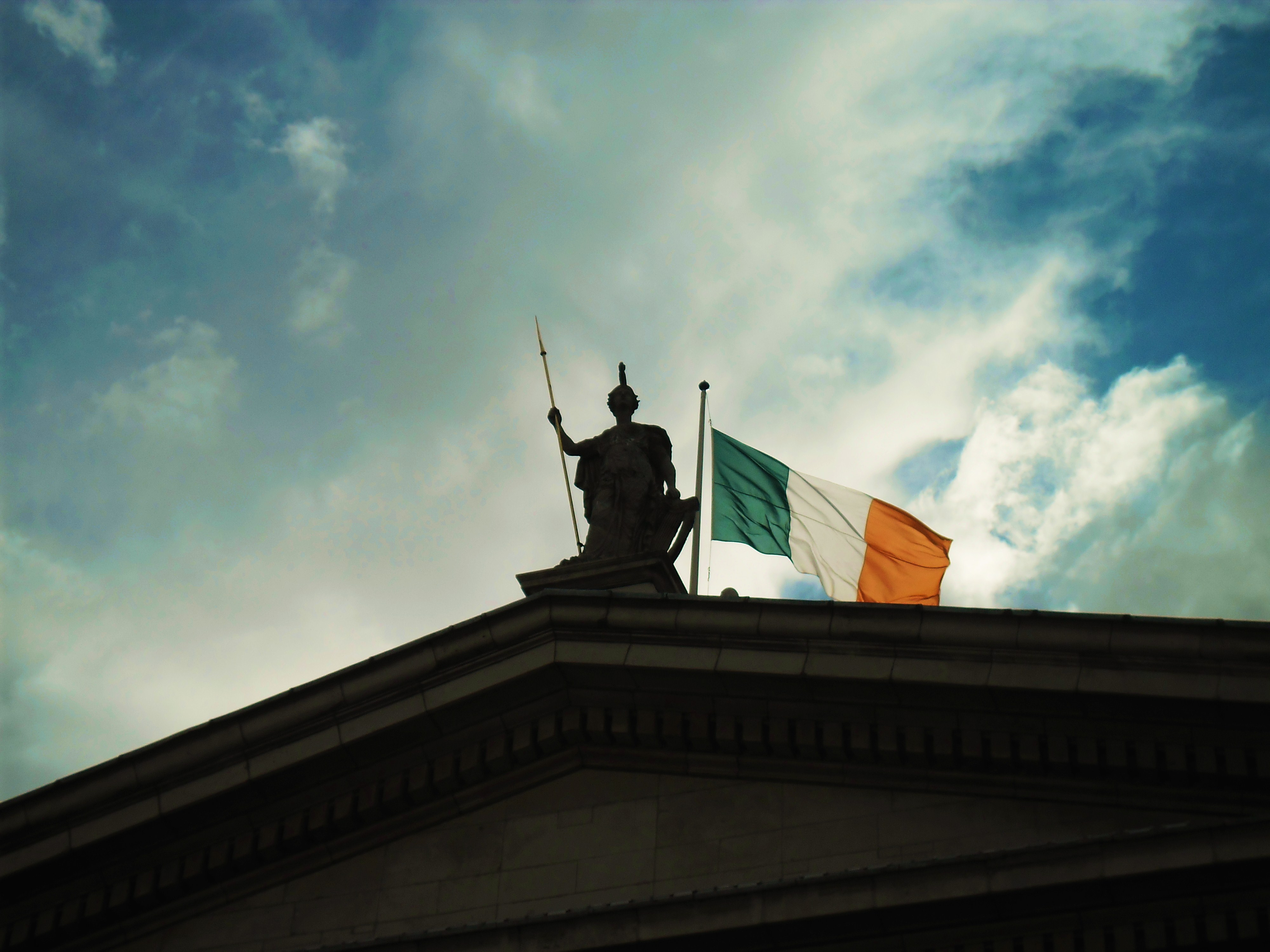
Drapeau irlandais flottant sur Dublin.

Les jours fériés en Irlande sont nommés les public holidays (au singulier public holiday). Une partie de ceux actuellement appliqués ont été instaurés alors que l'île faisait partie du Royaume-Uni de Grande-Bretagne et d'Irlande. Voyez en complément les fêtes et jours fériés au Royaume-Uni pour l'Irlande du Nord.

## Récapitulatif
| Date        | Nom français             | Nom local                            | Remarques                      |
| ----------- | ------------------------ | ------------------------------------ | ------------------------------ |
| 1er janvier | Jour de l'an             | Lá Caille Lá Bliana Nua              | Jour férié officiel en Irlande |
| Date mobile | Imbolc                   | Lá Fhéile Bríde                      | Jour férié officiel en Irlande |
| 17 mars     | Fête de la Saint-Patrick | Lá Fhéile Pádraig                    | Jour férié officiel en Irlande |
| Date mobile | Lundi de Pâques          | Luan Cásca                           | Jour férié officiel en Irlande |
| Date mobile | Beltaine                 | Lá Bealtaine                         | Jour férié officiel en Irlande |
| Date mobile |                          | Lá Saoire i mí Mheitheamh            | Jour férié officiel en Irlande |
| Date mobile |                          | Lá Saoire i mí Lúnasa                | Jour férié officiel en Irlande |
| Date mobile |                          | Lá Saoire i mí Dheireadh Fómhair     | Jour férié officiel en Irlande |
| 25 décembre | Noël                     | Lá Nollag                            | Jour férié officiel en Irlande |
| 26 décembre | Fête de la Saint-Étienne | Lá Fhéile Stiofáin or Lá an Dreoilín | Jour férié officiel en Irlande |

## Historique

### Avant l'indépendance du pays
Jusqu'en 1834, les employés de la Banque d'Angleterre (Bank of England, la banque centrale du Royaume-Uni, d'où vient l'expression bank holidays qui est le nom officiel de jours fériés au Royaume-Uni et est restée souvent employée en Irlande) observaient trente-trois jours fériés religieux ; ils sont réduits à quatre : le 1er mai, le 1er novembre (fête de la Toussaint), le Vendredi saint et le jour de Noël.
En 1871, John Lubbock, banquier britannique et homme politique du Parti libéral, défend au Parlement la première loi fixant les jours fériés du pays (voir le tableau suivant), promulguée sous le nom de Bank Holidays Act 1871. Le Vendredi saint et le jour de Noël ne sont pas définis dans la loi, car ils sont déjà communément chômés.
| Angleterre, pays de Galles et Irlande | Écosse               |
| ------------------------------------- | -------------------- |
| Lundi de Pâques                       | Vendredi saint       |
| Lundi de Pentecôte                    | Premier lundi de mai |
| Premier lundi d'août                  |                      |
| Boxing Day / Saint-Étienne            | Jour de Noël         |

En 1903, le Bank Holiday (Ireland) Act (défendu par le parlementaire James O'Mara) ajoute le 17 mars, jour de la Saint-Patrick, aux jours fériés en Irlande.

### Après l'indépendance du pays
En 1921, l'Irlande devient indépendante. En 1939, le parlement promulgue le Holidays (Employees) Act 1939 qui rend fériés le jour de Noël, la Saint-Étienne, la Saint-Patrick, le lundi de Pâques, le lundi de Pentecôte et le premier lundi d'août. Le Holidays (Employees) Act 1973 remplace le lundi de Pentecôte par le premier lundi du juin. Le jour du Nouvel An n'est pas listé, mais est ajouté en 1974 (par Statutory Instrument). Le October Holiday est ajouté en 1977. Le premier lundi de mai (appelé May Day ou Labour Day, soit respectivement « jour de Mai » et « jour du Travail ») est ajouté en 1993 et appliqué l'année suivante. En 1997, le parlement promulgue le Organisation of Working Time Act, en application de directives européennes sur le temps de travail, qui confirme les neuf jours fériés.

## Jours fériés actuels
Neuf jours sont actuellement fériés.
| Date                                                              | Nom anglais         | Nom irlandais                    | Raison et notes |
| ----------------------------------------------------------------- | ------------------- | -------------------------------- | --- |
| 1er janvier                                                       | New Year's Day      | Lá Caille ou Lá Bliana Nua       | Jour de l'an ; la veille (New Year's Eve ou Oíche Chinn Bliana) est également souvent chômée. |
| 17 mars                                                           | Saint Patrick's Day | Lá Fhéile Pádraig                | Saint-Patrick |
| Lendemain du dimanche de Pâques (Easter Sunday ou Domhnach Cásca) | Easter Monday       | Luan Cásca                       | Lundi de Pâques ; commémoration également de l'insurrection de Pâques 1916. Le Vendredi saint (Good Friday ou Aoine an Chéasta) n'est pas officiellement férié, même si les écoles publiques sont fermées. |
| Premier lundi de mai                                              | First Monday in May | Lá an Lucht Oibre                | Proche de la fête du Travail ; parfois appelé May Day soit Lá Bealtaine. |
| Premier lundi de juin                                             | June Holiday        | Lá Saoire i mí Mheitheamh        | Proche du lundi de Pentecôte |
| Premier lundi d'août                                              | August Holiday      | Lá Saoire i mí Lúnasa            | |
| Dernier lundi d'octobre                                           | October Holiday     | Lá Saoire i mí Dheireadh Fómhair | |
| 25 décembre                                                       | Christmas Day       | Lá Nollag                        | Jour de Noël ; la veille (Christmas Eve ou Oíche Nollag), est également souvent chômée. |
| 26 décembre                                                       | St. Stephen's Day   | Lá Fhéile Stiofáin               | Saint-Étienne ; peut également être appelée Lá an Dreoilín (day of the Wren en anglais), la « fête du Roitelet (en) ».                                                                                     |

## Fêtes et traditions en Irlande

### Imbolc
Imbolc (Lá Fhéile Bríde en irlandais) est une fête marquant la fin de l'hiver et l'annonce du printemps. Également appelée Brighid’s Day en l'honneur de sainte Brigitte, elle est célébrée en Irlande depuis l'époque celtique. Le plus souvent elle a lieu le 1er février, ou à mi-chemin entre le solstice d'hiver et l'équinoxe de printemps.

### Saint-Patrick

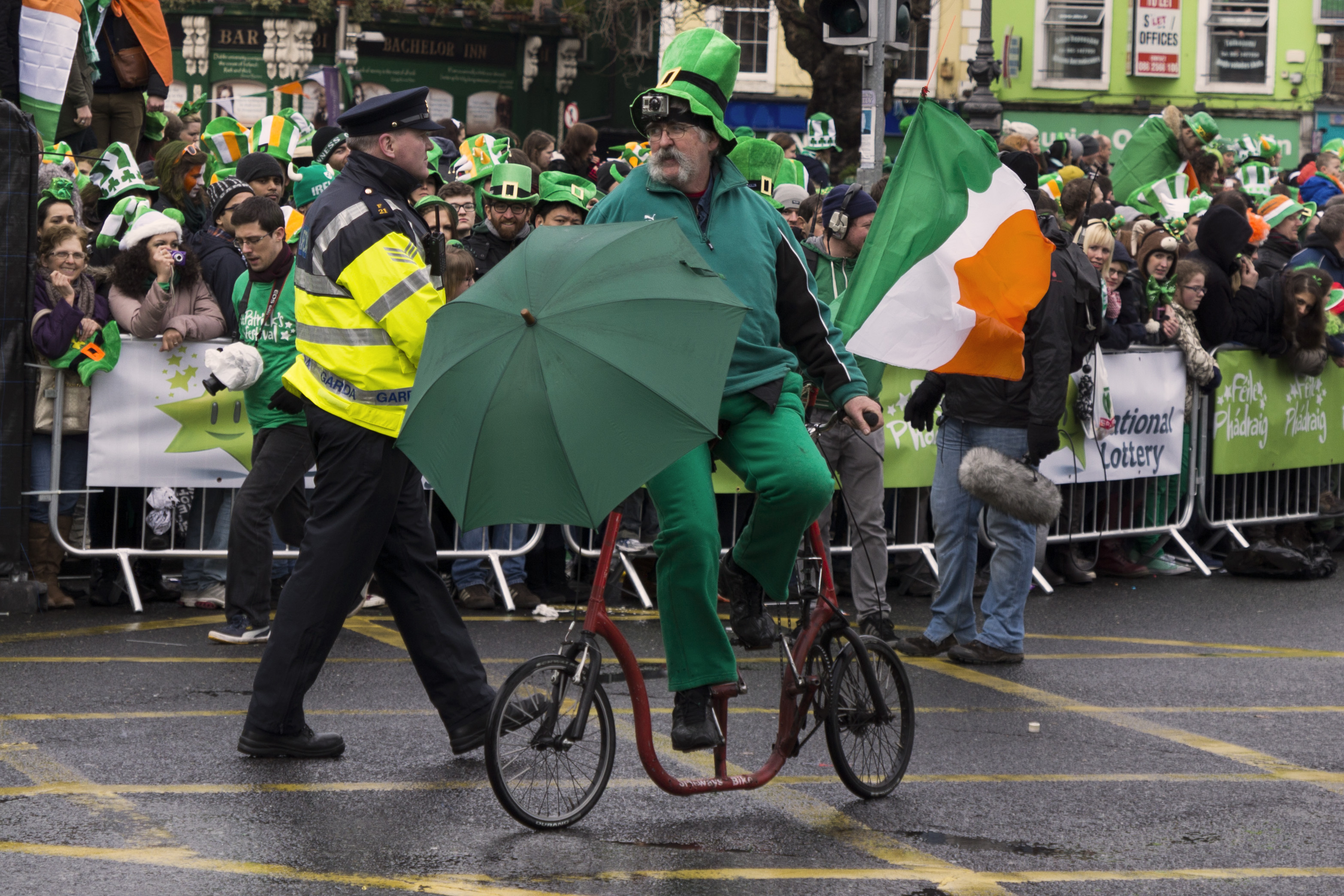
Participant à la parade de la Saint-Patrick de Dublin (2013).

La fête de la Saint-Patrick est une fête d'origine chrétienne qui célèbre, le 17 mars, saint Patrick, le saint patron de l'Irlande.

### Beltaine
Beltaine marque le début de la saison estivale et le renouveau de la nature. C'est l'entrée dans la saison "claire" de l’année celtique et est l’opposé directe de Samhain. Elle a lieu le premier lundi de mai.

### Bloomsday

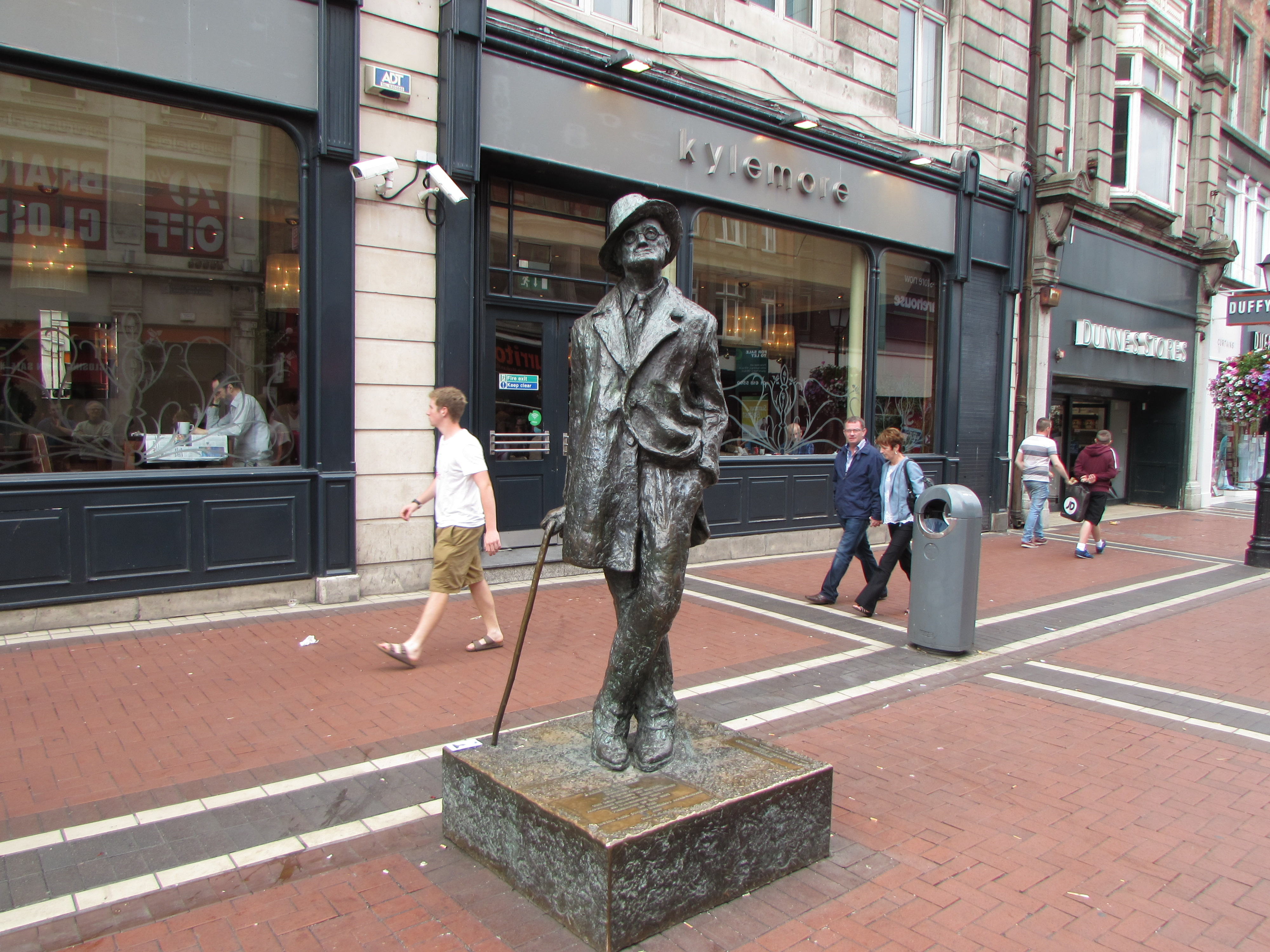
Statue de l'auteur James Joyce, célébré lors du Bloomsday.

Bloomsday, (Lá Bloom en irlandais), est une fête qui se tient chaque 16 juin et qui a pour objet de célébrer la vie de l'écrivain irlandais James Joyce.

### Samhain
Samhain est une fête religieuse qui célèbre le début de la saison "sombre" de l’année celtique et est l’opposé directe de Beltaine. C’est une fête de transition — le passage d’une année à l'autre — et d’ouverture vers l’Autre Monde, celui des dieux. Elle est mentionnée dans de nombreux récits épiques irlandais car, de par sa définition, elle est propice aux événements magiques et mythiques. Sa traduction littérale est : "Fin de l'Eté". La fête de Samain connaîtra plusieurs métamorphoses au cours des siècles, jusqu'à la fête d'Halloween qui en reprend plusieurs caractéristiques.